# Number 23
Number 23 ist ein US-amerikanischer Mysterythriller von Joel Schumacher aus dem Jahr 2007.

## Handlung
Der Hundefänger Walter Sparrow ist verheiratet und hat einen Sohn. Seine Frau Agatha kauft den Roman The Number 23, den Walter kurz darauf zu lesen beginnt. Er entdeckt einige Ähnlichkeiten zwischen sich und der Hauptfigur des Romans, dem Polizeidetektiv Fingerling. So wurde der Ermittler nach einem Kinderbuch benannt, welches auch Walter besitzt.
In dem Roman tritt eine Blondine auf, die von der Zahl 23 besessen ist und schließlich Selbstmord begeht. Walter entdeckt, dass die Quersumme seiner Sozialversicherungsnummer ebenfalls 23 ergibt und im Laufe des Filmes entdeckt Walter immer mehr Verbindungen zwischen seinem Leben und der Zahl 23.
Schließlich begeht Fingerling einen Mord. Der Roman endet damit, dass Fingerling aus einem Hotelzimmer auf den Balkon läuft. Walter sucht den Romanautor, der das Pseudonym Topsy Kretts (lautsprachlich „Top Secret“) verwendete und nur ein einziges Buch im Selbstverlag veröffentlichte, da er eine Verbindung zwischen dem Roman und dem realen Leben sieht. Nach den Recherchen von Walter ist der tatsächliche Autor des Buches der angebliche Mörder einer Studentin namens Laura Tollins, die seit ihrem 23. Geburtstag spurlos verschwunden ist. Walter Sparrow vermutet daraufhin, dass der Autor in diesem Buch ein Geständnis über seine Tat abgelegt hat.
Durch seine Frau erfährt Walter, dass er selbst der Autor des Romans ist. Er tötete vor Jahren in einem Akt der Eifersucht Laura Tollins, in die er verliebt war. Walter vergrub die Leiche in einem Park. Für die Tat wurde ein Professor verhaftet, mit dem Tollins eine Affäre hatte.
Walter ging nach der Beseitigung der Leiche in ein Hotel, schrieb den Roman und sprang vom Balkon des Hotelzimmers. Er überlebte den Sprung, verlor aber das Gedächtnis. Das Manuskript wurde von Dr. Leary, von dem Walter behandelt wurde, gefunden und veröffentlicht.
Walter steht am Ende zu seiner Tat und geht dafür ins Gefängnis. Der unschuldig verurteilte Professor wird freigelassen.

## Rezeption
Number 23 erhielt ein schlechtes Presseecho. So erfasst der US-amerikanische Aggregator Rotten Tomatoes größtenteils kritische Besprechungen und ordnet den Film dementsprechend als „Gammelig“ ein.
James Berardinelli schrieb auf ReelViews, ein Thriller müsse eine überraschende Wendung beinhalten. In diesem Film sei die Wendung nicht nur früh, sondern auch „unbeholfen“ und „nicht überzeugend“ verraten. Jim Carrey sei zwar keine „komplette Fehlbesetzung“ seiner Rolle, aber ihm fehle die notwendige „Intensität“. Berardinelli kritisierte ebenfalls die Regie des Films. Er spottete am Ende seiner Kritik, den Film könne man eher mit der Zahl Null als mit der im Titel beinhaltenden Zahl 23 bewerten.
Justin Chang schrieb im Branchenblatt Variety, dem Film fehle „erzählerische Kohärenz“. Er sei visuell und psychologisch „unklar“; der Thriller wirke wie eine Folge der Sesamstraße. Weder Walter Sparrow noch Fingerling würden als Hauptcharakter den Film beherrschen, Jim Carrey spiele beide Rollen „verwirrend“. Virginia Madsen sei „OK“ als Agatha Sparrow, aber „eher weniger gut“ als Fabrizia.

„Das ambitionierte Vexierspiel um Wahrnehmung und (Fehl-)Interpretationen der Realität entwickelt eine ganz eigene enigmatische Faszination, von der es gegen Ende einiges einbüßt, weil es allzu pedantisch die bewährte Ordnung wiederherzustellen versucht.“

Jim Carrey und der Film wurden im Jahr 2007 für den Teen Choice Award in der Kategorie Horrorfilm/Thriller nominiert. Harry Gregson-Williams wurde 2007 für diesen und für einige andere Filme für den World Soundtrack Award nominiert. Jim Carrey wurde im Jahr 2008 für die Goldene Himbeere nominiert.

## Entstehung und Veröffentlichung
| Figur                          | Darsteller       | Deutscher Sprecher |
| ------------------------------ | ---------------- | ------------------ |
| Walter Sparrow/Fingerling      | Jim Carrey       | Stefan Fredrich    |
| Agatha Sparrow/Fabrizia        | Virginia Madsen  | Christin Marquitan |
| Isaac French/Dr. Miles Phoenix | Danny Huston     | Wolfgang Condrus   |
| Bookstore Salesperson          | Tom Lenk         | Rainer Fritzsche   |
| Dr. Alice Mortimer             | Patricia Belcher | Regina Lemnitz     |
| Laura Tollins                  | Rhona Mitra      | Carola Ewert       |
| Pater Sebastian                | Ed Lauter        | Ernst Meincke      |
| Robin Sparrow                  | Logan Lerman     | Filipe Pirl        |

Für die Doppelrolle von Agatha Sparrow/Fabrizia wurde zuerst Elisabeth Shue verpflichtet. Sie stieg aus dem Projekt aufgrund ihrer Schwangerschaft aus.
Der Film wurde in Cocoa Beach (Florida), in Los Angeles und in Monrovia (Kalifornien) gedreht. Seine Produktionskosten betrugen schätzungsweise 32 Millionen US-Dollar. Der Film startete in den britischen und in den US-amerikanischen Kinos am 23. Februar 2007. Das weltweite Einspielergebnis belief sich auf 77 Millionen US-Dollar.
Für das Dialogbuch ist Alexander Löwe verantwortlich.